# Arturo E. Xalambrí
Arturo E. Xalambrí (Montevideo, 7 de mayo de 1888 - 3 de setiembre de 1975) fue un escritor y bibliófilo uruguayo, quien se ocupara de recolectar una colección importante de versiones del Quijote de Miguel de Cervantes.

## Biografía
Arturo Estanislao Xalambrí Salóm nació en 1888 y sus padres fueron Antonio Xalambrí y Juana Salom Sansó. Asistió al Colegio del Sagrado Corazón de los jesuitas. Se casó con Eufemia Laguardia y tuvo 2 hijas: Wilborada y Cecilia Teresa. Luego de la muerte de su primera esposa, se volvió a casar con Cira Bildosteguy.
Durante su vida fundó y dirigió Bibliotecas en centros católicos de Uruguay como la Federación de la Juventud Católica del Uruguay. También fue Gerente del Círculo Católico de Obreros y funcionario del Banco de la República y cumplió funciones en el diario El Bien Público.
Utilizó los seudónimos 'A.E.X' y 'Juana de la Ferlandiére' para publicar artículos con el primero y 'Cartas femeninas'.

## Colección de libros
Su colección de obras fue denominada "Colección Cervantina", cuenta con 2.860 obras de las cuales 1.056 pertenecen a diferentes ediciones de El Quijote de Miguel de Cervantes. Durante muchos años fue considerada la más importante fuera de España, desde el año 2001 la Universidad de Montevideo tiene bajo su custodia esta importante colección.
En el año 2014 se inauguró el CEDEI Archivado el 28 de noviembre de 2018 en Wayback Machine. (Centro de Documentación y Estudios de Iberoamérica) y es donde hoy, la Universidad de Montevideo custodia la "Colección y Archivo Arturo E. Xalambrí".
Según se describe en la web del CEDEI Archivado el 27 de abril de 2017 en Wayback Machine., la "Colección y Archivo "Arturo E. Xalambrí" está dedicada en forma principal a las obras de Cervantes y en particular a El Quijote de la Mancha. La colección contiene diversas ediciones históricas y en numerosas lenguas de la obra del genial autor, primeras ediciones europeas y latinoamericanas, algunas de ellas de indudable valor artístico e histórico. La colección también reúne libros de literatura del Siglo de Oro español y obras clásicas del pensamiento español. De enorme importancia es el Archivo Xalambrí, constituido con la correspondencia y documentos reunidos por el creador de esta colección, el bibliófilo uruguayo D. Arturo E. Xalambrí, uno de los más importantes cervantistas iberoamericanos del siglo XX. En este archivo hay, asimismo, información sobre bibliotecas, cervantistas en el mundo, objetos de arte relacionados con Cervantes y El Quijote, entre otros temas.

## Obras
- Floresta Eucarística (libro de poesía, 1938),
- La inmoralidad e irreligión a causa de los malos libros (1939), reimpresión de la carta pastoral de Mons. Jacinto Vera con comentarios de Xalambrí;
- La bibliografía es archivo, erario y blasón de la cultura (1946) en homenaje al Papa Pío XI;
- Catolicismo y Protestantismo (1946), reimpresión de la obra de Mons. Mariano Soler con prólogo de Xalambrí;
- Boceto del Presbítero José Ma. Fontes Arrillaga (1946);
- La figura del Padre Juan F. Salaverry sobre el pedestal de sus libros (1947);
- Rememoración de Francisco Bauzá (1950)
- España y Uruguay bajo el manto de María (1954)
- Bibliografía fragmentaria y sintética del doctor Juan Zorrilla de San Martín (1956)